# Marathyssa cyanolopha
Marathyssa cyanolopha är en fjärilsart som beskrevs av George Francis Hampson 1905. Marathyssa cyanolopha ingår i släktet Marathyssa och familjen nattflyn. Inga underarter finns listade i Catalogue of Life.